# Bojkot autobusów w Montgomery
Bojkot autobusów w Montgomery – kampania protestacyjna przeciwko segregacji rasowej w autobusach komunikacji miejskiej, przeprowadzona w Montgomery, w stanie Alabama od 5 grudnia 1955 do 20 grudnia 1956 roku.

## Tło historyczne
W latach 50. XX wieku w niektórych stanach południowych obowiązywały prawa, które narzucały zarezerwowanie w autobusach miejskich czterech pierwszych rzędów siedzeń dla ludności białej, podczas gdy pozostałe mogły być zajmowane przez czarnych. Jednakże Afroamerykanie stanowili większość pasażerów autobusów (ponad 70%), co było głównym źródłem zysku komunikacji publicznej. Jedną z pierwszych decyzji, która skłoniła czarną ludność do walki o desegregację rasową w miejscach publicznych był wyrok Sądu Najwyższego z 1954 roku w sprawie „Brown kontra Zarząd Szkół w Topeka”. Wyrok głosił, że segregacja rasowa w szkołach publicznych jest niezgodna z Konstytucją. Kilka dni po publikacji wyroku działaczka społeczna Jo Ann Robinson wysłała pismo do burmistrza Montgomery, w którym skarżyła się na segregację w komunikacji publicznej, podczas gdy około 3/4 pasażerów stanowią Afroamerykanie. Zawarła także sugestię, że w przypadku bojkotu autobusów zakład miejski poniósłby znaczne straty finansowe.

## Protest Rosy Parks

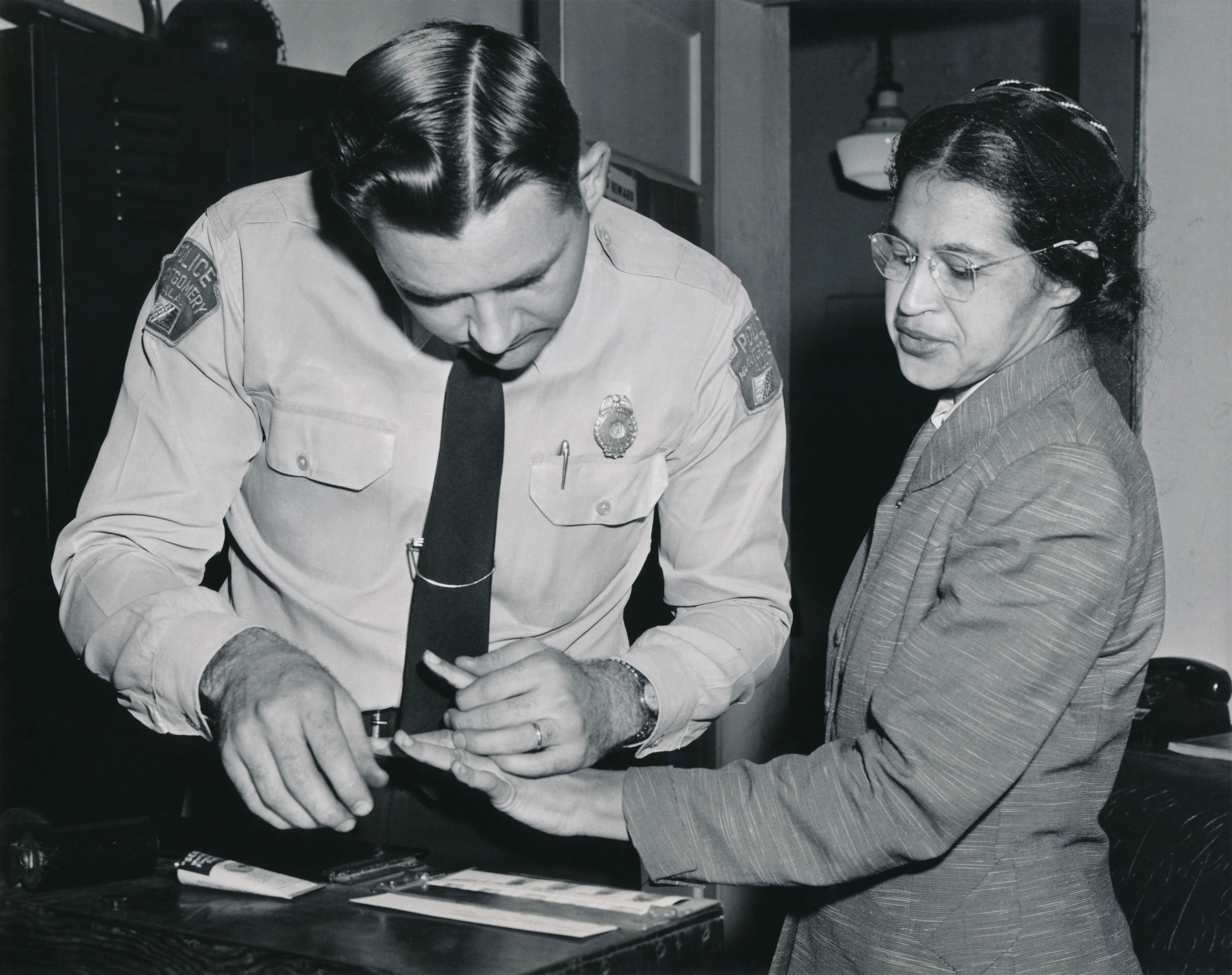
Pobranie odcisków palców Rosy Parks, 22 lutego 1956 roku

1 grudnia 1955 roku 42-letnia Afroamerykanka, Rosa Parks wsiadła około godziny 17.30 na przystanku Court Square, chcąc dotrzeć do Cleveland Avenue i zajęła wolne miejsce przeznaczone dla białych Gdy na trzecim przystanku wsiadło kilku białych pasażerów, kierowca autobusu, J.F. Blake nakazał Afroamerykanom przesiąść się na tylne siedzenia, jednak Rosa Parks odmówiła wykonania tego polecenia. Blake zatrzymał pojazd i wezwał policję, a w tym czasie większość pasażerów opuściła autobus. Po kilku minutach na miejscu zjawili się policjanci, którzy aresztowali Parks. Gdy przyjaciele aresztowanej dowiedzieli się o incydencie, poinformowali o tym lokalnego przewodniczącego Krajowego Stowarzyszenia na rzecz Popierania Ludności Kolorowej (NAACP) Edgara D. Nixona, który skontaktował się z prawnikiem walczącym o równość praw Cliffordem Durrem. Durr wpłacił kaucję wynoszącą 100 dolarów i odwiózł Parks do domu.

## Bojkot komunikacji publicznej
Do domu Rosy Parks, prócz Durra i Nixona, przybyła także Robinson, która zaproponowała ogłoszenie bojkotu transportu miejskiego przez czarną ludność. W nocy przygotowano około 30 tysięcy kart informacyjnych, a następnego dnia dostarczono je do domów i do ratusza. Protest zakładał, że w poniedziałek 5 grudnia, Afroamerykanie udadzą się do pracy pieszo, rowerem lub zostaną odwiezieni przez osoby posiadające samochód. O pomoc w organizacji bojkotu zwrócono się także do pastorów Ralpha Abernathy’ego i Martina Luthera Kinga. Postanowili oni przyłączyć się do działań Robinson i Parks i organizowali spotkania w sobotę, nakłaniając do uczestnictwa w bojkocie. Apele o to zostały powtórzone podczas kazań na niedzielnych nabożeństwach.
5 grudnia okazał się sukcesem organizatorów, ponieważ większość czarnoskórej ludności zrezygnowała z korzystania z usług transportu miejskiego. Domagali się oni możliwości zajmowania miejsca siedzącego w zależności od kolejności wsiadania, a także zatrudniania czarnych kierowców na trasach linii, jeżdżących do ich miejsc zamieszkania. Równocześnie odbyła się rozprawa Rosy Parks, którą skazano na 10 dolarów grzywny i 4 dolary kosztów sądowych. Działaczka postanowiła złożyć apelację od wyroku i domagała się zniesienia segregacji rasowej w komunikacji publicznej. Tego samego dnia powstało Stowarzyszenie Rozwoju Montgomery (MIA), które kierowało bojkotem, a jego przewodniczącym został Martin Luther King. Wieczorem organizatorzy i uczestnicy zebrali się w świątyni, a po pewnym czasie dołączyła do nich Rosa Parks. Uchwalono tam rezolucję, która głosiła, że bojkot nie zostanie wstrzymany do czasu osiągnięcia porozumienia z władzami miasta. Następnego wieczora podpisano pismo, wzywające burmistrza do ustępstw w sprawie desegregacji i 7 grudnia złożono je w ratuszu. Do 12 grudnia MIA zyskało poparcie większości czarnej ludności i organizacji społecznych zajmujących się równością praw, a informacja o bojkocie trafiła do lokalnych gazet.
Początkowo władze miasta podniosły ceny biletów autobusowych i zredukowały liczbę połączeń, by zrekompensować straty. Ponieważ jednak bojkot trwał, a finanse komunikacji miejskiej były w coraz gorszym stanie, na początku stycznia 1956 roku postanowiono obniżyć ceny z 22 do 10-20 centów. Mimo tego czarnoskórzy mieszkańcy kontynuowali protest. 8 lutego miała odbyć się mediacja pomiędzy stronami za sprawą białych biznesmenów, jednakże postulaty MIA zostały całkowicie odrzucone. Dwa dni później demokratyczny senator James Eastland stwierdził, że jedyną metodą zażegnania kryzysu jest rozwiązanie siłowe. Pod koniec miesiąca do protestujących dołączyli inni aktywiści na rzecz równości rasowej, między innymi Bayard Rustin. Protest był szeroko opisywany w ogólnokrajowych gazetach, m.in. w The New York Times. Pod koniec lutego MIA otrzymało dotację w wysokości 12 tysięcy dolarów od nowojorskiej organizacji na pokrycie kosztów dowożenia czarnoskórych pracowników prywatnymi samochodami. Władze NAACP początkowo odmawiały wsparcia finansowego, jednak z czasem udzieliły pomocy MIA.
Wobec strat, jakie ponosiło miasto, w marcu prokuratorzy postawili Kinga w stan oskarżenia o nielegalny opór wspomagający protest i łamanie ustawy antybojkotowej. Sąd skazał go na 500 dolarów grzywny i drugie tyle kosztów sądowych albo spędzenie 386 dni w więzieniu. Jeszcze w lutym władze MIA skierowały wniosek do sądu federalnego o desegregację rasową w autobusach miejskich, zarzucając, że utrzymanie segregacji jest sprzeczne z wyrokiem Sądu Najwyższego w sprawie Brown kontra Zarząd Szkół w Topeka. W czerwcu sąd w trzyosobowym składzie (stosunkiem głosów 2:1) wydał wyrok mówiący, że orzeczenie najwyższego organu judykatywy jest wiążące także dla transportu publicznego. Rada miasta niezwłocznie złożyła wówczas odwołanie do Sądu Najwyższego. W listopadzie apelacja została rozpatrzona i Sąd podtrzymał wyrok niższej instancji. Przedsiębiorstwo autobusowe w Montgomery stwierdziło, że segregacja będzie obowiązywać, dopóki władze miasta nie zmienią prawa. 17 grudnia ostateczne odwołanie zostało oddalone przez Sąd Najwyższy, a trzy dni później wiadomość ta dotarła do władz miejskich. Następnego dnia, po 382 dniach protestu, bojkot dobiegł końca.